# Río Onot
El río Onot (del ruso: Онот) es un río de la república de Buriatia y del óblast de Irkutsk en Siberia oriental. Es un afluente del río Málaya Bélaya por la orilla izquierda, por lo que es un subafluente del Yeniséi por el Málaya Bélaya, el Bólshaya Bélaya y el Angará.

## Geografía
La cuenca hidrográfica del Onot tiene una superficie de 1.970 km². Su caudal medio en la desembocadura es de 40.3 m³/s. 
El Onot nace en el oeste de Buriatia, en el territorio del raión Okinski, en los montes Sayanes orientales, no lejos de las fuentes del Kitói y del Irkut. Tras su nacimiento, el río discurre hacia el este unos 30 km, para luego efectuar una curva hacia el norte, hacia la meseta del Angará. Se dirige después hacia el nordeste y finalmente hacia el este, para desembocar en la orilla izquierda del Málaya Bélaya, unos kilómetros por encima de la localidad de Yulinski.
El Onot permanece bajo los hielos desde la segunda quincena de octubre o la primera de noviembre, hasta finales del mes de abril o principios del mes de mayo.

## Hidrometría. Caudal mensual en Onot
El caudal del Onot ha sido observado durante 32 años (1959-1990) en Onot, estación hidrométrica situada a 26 km de su confluencia con el río Málaya Bélaya y a una altitud de 594 m.
El caudal interanual medio observado en la estación de Onot en este periodo fue de 40,3 m³/s para una superficie incluida en la observación de 1.970 km², casi la totalidad de la cuenca del río. La lámina de agua vertida en la cuenca alcanza los 656 mm por año, que puede ser considerada como muy elevada, también en el contexto siberiano, que normalmente conoce valores muy inferiores.
Río alimentado ante todo por las lluvias de verano, tiene régimen pluvial.
Las crecidas se desarrollan en verano, de mayo a septiembre, con una cima en julio-agosto, que corresponde al máximo pluviométrico de la región en el año. En el mes de octubre y en el de noviembre, el caudal cae fuertemente, lo que constituye el inicio del periodo de estiaje, tiene lugar de noviembre a abril inclusive.
El caudal medio mensual observado en marzo (mínimo de estiaje) es de 4,41 m³/s, lo que corresponde a menos del 4% del caudal medio del mes de julio (112 m³/s), lo que subraya la amplitud importante de las variaciones estacionales, al estilo de la mayor parte de los ríos de la meseta del Angará. Estas diferencias de caudal mensual pueden ser aún más grandes a lo largo de los años: en los 32 años del estudio, el caudal mensual mínimo fue de 1,45 m³/s en febrero de 1977, mientras que el caudal mensual máximo fue de 200 m³/s en julio de 1962.
En lo que concierne al periodo estival, libre de hielos (de junio a septiembre inclusive), el caudal mínimo observado ha sido de 33.7 m³/s en septiembre de 1986.
Caudal medio mensual del Onot (en m³/s) medidos en la estación hidrométrica de Onot
Datos calculados en 32 años